# Нитрийский кодекс
Нитрийский кодекс (лат. Codex Nitriensis; условное обозначение: R или 027) — унциальный манускрипт VI века на греческом языке, содержащий текст Евангелия от Луки с лакунами, на 48 пергаментных листах (29,5 x 23,5 см). Палимпсест. Поверх евангельского текста в VIII—IX веках был написан сирийский трактат Севира Антиохийского. Название рукописи происходит от Нитрийской пустыни в Египте.

## Состав
Евангелие от Луки
1,1-13; 1,69-2,4; 2,16-27; 4,38-5,5; 5,25-6,8; 6,18-36; 6,39; 6,49-7,22; 7,44; 7,46; 7,47; 7,50; 8,1-3; 8,5-15; 8,25-9,1; 9,12-43; 10,3-16; 11,5-27; 12,4-15; 12,40-52; 13,26-14,1; 14,12-15,1; 15,13-16,16; 17,21-18,10; 18,22-20,20; 20,33-47; 21,12-22,6; 22,8-15; 22,42-56; 22,71-23,11; 23,38-51.

## Особенности рукописи
Текст на листе расположен в двух колонках. Греческий текст рукописи отражает византийский тип текста. Рукопись отнесена к V категории Аланда.

## История

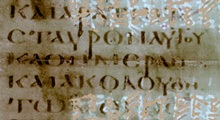
Фрагмент с текстом Луки 9,23

Поверх евангельского текста рукописи в VIII—IX веках был написан сирийский трактат Севира Антиохийского. Рукопись нашли в 1847 году в монастыре св. Марии Матери Божьей, в Нитрийской пустыне (110 километрах на северо-запад от Каира). Вместе с другими рукописями привезли в Англию.
Текст рукописи издал Константин Тишендорф в 1857 году.
В настоящее время рукопись хранится в Лондоне в Британской библиотеке (Add. 17211).